# Gino Visentini
Gino Visentini (Badia Polesine, 10 aprile 1907 – Roma, 27 dicembre 1988) è stato un giornalista, critico d'arte e sceneggiatore italiano.

## Biografia
Dopo gli studi si trasferì, con la famiglia, a Bergamo. Fondò e diresse Cronache, Mensile di Letteratura e d'Arte che pubblicò Guglielmo Petroni e Mario Tobino sulla quale pubblicò disegni di Morandi e di Manzù di cui era amico personale.
Presidente del sindacato dei Giornalisti cinematografici fu critico cinematografico de Il Giornale d'Italia e nel 1949 fece parte della giuria della Mostra del cinema di Venezia. Come soggettista e sceneggiatore lavorò in sette film tra il 1942 e il 1960.
Collaboratore de Il Mondo di Mario Pannunzio, disegnò la testata di quella importante e storica rivista settimanale, di cui era impaginatore: era anche amico di Amerigo Bartoli e di Mino Maccari di cui impaginava le vignette. Fu anche redattore del Risorgimento Liberale, quotidiano fondato da Mario Pannunzio, e fece parte della società di produzione video fondata da quest'ultimo.

## Filmografia

### Sceneggiatore
- Una storia d'amore, regia di Mario Camerini (1942)
- Spartaco - Il gladiatore della Tracia, regia di Riccardo Freda (1953)
- Cento anni d'amore, regia di Lionello De Felice (1953)
- Cortile, regia di Antonio Petrucci (1955) - solo soggetto
- Il cavaliere dalla spada nera, regia di László Kish (1956)
- Mariti in città, regia di Luigi Comencini (1958)
- Il bell'Antonio, regia di Mauro Bolognini (1960)